# Leioproctus albipilosus
Leioproctus albipilosus (лат.) — вид пчёл рода Leioproctus из семейства Colletidae. Австралия.

## Описание
Мелкие пчёлы (длина тела около 5 мм) с опушением из светлых волосков (тело чёрное, тергиты спереди коричнево-оранжевые, сзади полупрозрачные или белые). От близких видов отличаются следующими признаками: короткое белое опушение на груди и голове, интегумент брюшка красно-оранжевый, метапостнотум гладкий и блестящий, скапус коричневый, жвалы оранжево-коричневые,
внутренняя голенная шпора задней ноги гребенчатая, базитибиальная пластинка заострённая, короткая (около одной пятой от длины голени). Крылья с 2 субмаргинальными ячейками, клипеус выпуклый (также как и надклипеальная область), скапус усиков короткий и не достигает среднего оцеллия, длинная югальная лопасть заднего крыла, то есть простирающаяся значительно ниже уровня cu-v. Включен в состав подрода Colletellus Michener, 1965 (подсемейство Neopasiphaeinae). Вид был впервые описан в 2018 году австралийским энтомологом Remko Leijs (South Australian Museum, Аделаида, Австралия).